# Otto I (hrabia Geldrii)
Otto I (zm. w 1207 r.) – hrabia Geldrii i Zutphen od 1182 r.

## Życiorys
Otto był drugim synem hrabiego Geldrii Henryka I i Agnieszki, córki Ludwika II, hrabiego Arnsteinu. Starszy brat Gerard zmarł przed śmiercią ojca, dzięki czemu Otto w 1182 r. odziedziczył hrabstwa Geldrii i Zutphen. Pierwsze lata jego rządów zdominował konflikt z biskupami Utrechtu, w którym uczestniczyli też inni sąsiedzi Geldrii. Przerwany został ogłoszeniem III wyprawy krzyżowej, w której Otto wziął udział.
W 1190 r. Otto wrócił do ojczyzny. Nadał prawa miejskie Zutphen, jako pierwszemu miastu w swoim hrabstwie i jednemu z pierwszych w Niderlandach. Na powrót rozgorzał konflikt z biskupami Utrechtu, a także Brabancją, który zakończony został dopiero w 1202 r. mediacją króla Niemiec Ottona IV z Brunszwiku; Otto, który wcześniej poparł w zmaganiach o tron niemiecki Hohenstaufów, musiał przyjąć jej warunki, ponieważ znajdował się w niewoli księcia Brabancji Henryka I. Aktywnie uczestniczył w konflikcie o sukcesję w hrabstwie Holandii.
Został pochowany w kościele klasztornym w Kamp.

## Rodzina
Otto w 1185 r. poślubił Ryszardę, córkę księcia Bawarii Ottona I Wittelsbacha. Otto i Ryszarda mieli co najmniej ośmioro dzieci:
- Henryk (zm. ok. 1198), zaręczony z Adelajdą, córką hrabiego Holandii Dirka VII, współrządca ojca, zmarły jednak przed jego śmiercią,
- Gerard III (zm. 1229), następca ojca jako hrabia Geldrii i Zutphen,
- Otto (zm. 1215), biskup Utrechtu od 1212 r.,
- Ludwik (zm. 1217), prepozyt katedralny w Utrechcie,
- Adelajda (zm. 1218), żona hrabiego Holandii Wilhelma I,
- Małgorzata (zm. po 1264), żona Lotara II, hrabiego Ahr i Hochstädten,
- Ermengarda (zm. po 1230), żona hrabiego Mark Adolfa I,
- Mechtylda (zm. po 1230), żona hrabiego Nassau Henryka II.

Ryszarda po śmierci Ottona wstąpiła do klasztoru w Roermond, gdzie zmarła w 1231 r. jako ksieni.